# Saison 2012-2013 du Massilia Hockey Club
Saison suivante
La saison 2012-2013 du Massilia Hockey Club est la première de l'histoire du club.
L'équipe est entraînée par Dimitri Bochatay.

## Avant-saison
L'intersaison est mouvementé pour les débuts du club qui reprend le flambeau du HCP, l'armature de l'équipe est constituée d'anciens d'Aubagne et des Gabians. Quelques jeunes joueurs viennent jouer leur première saison sénior dans le club. Le groupe est encadré par des joeueurs d'expérience comme Grégory Tocque ou Julien Rives ainsi que par trois renforts étrangers, les Américains Breux et Ludolph et le Suédois Hedberg.

## Effectif
| No    | Nom                   | Nat. | Position  | Arrivée                               |
| ----- | --------------------- | ---- | --------- | ------------------------------------- |
| +029, | Cyprien Bautru        |      | Gardien   | 2012 - Hiboux d'Aubagne               |
| +039, | Mathias Aman          |      | Gardien   | 2012 - Gaulois de Briançon            |
| +006, | Jonathan Vermasse     |      | Défenseur | 2012 - Gabians de Marseille           |
| +008, | Benjamin Louf         |      | Défenseur | 2012 - Corsaires de Dunkerque         |
| +015, | Vivien Huerta         |      | Défenseur | 2012 - Hiboux d'Aubagne               |
| +019, | Joris Cella – A       |      | Défenseur | 2012 - Gabians de Marseille           |
| +026, | Grégoire Chappa       |      | Défenseur | 2012 - Sangliers Arvernes de Clermont |
| +032, | Cédric Castagnou      |      | Défenseur | 2012 - Rapaces de Gap U22             |
| +044, | Baptiste Schmitlin    |      | Défenseur | 2012 - Hiboux d'Aubagne               |
| +074, | Guillaume Grandjean   |      | Défenseur | 2012 - Hiboux d'Aubagne               |
| +088, | Nicolas Prophette – A |      | Défenseur | 2012 - Gabians de Marseille           |
| +004, | Fabien Durbin         |      | Attaquant | 2012 - Gothiques d'Amiens U22         |
| +006, | Sylvain Lavocat       |      | Attaquant | 2012 - Gabians de Marseille           |
| +009, | Joris Fougera         |      | Attaquant | 2012 - Élans de Champigny             |
| +010, | Marius Joinet         |      | Attaquant | 2012 - Élans de Champigny             |
| +012, | Julien Rives          |      | Attaquant | 2012 - Boucaniers de Toulon           |
| +014, | Florent Daudé         |      | Attaquant | 2012 - Hiboux d'Aubagne               |
| +016, | Audrick Alga          |      | Attaquant | 2012 - Lynx de Valence U22            |
| +017, | Chris Bernadou        |      | Attaquant | 2012 - Bisons de Neuilly-sur-Marne II |
| +018, | Jauffrey Kazarian     |      | Attaquant | 2012 - Hiboux d'Aubagne               |
| +022, | Julian Breux          |      | Attaquant | 2012 - États-Unis                     |
| +069, | Franck Letourneur     |      | Attaquant | 2012 - Gabians de Marseille           |
| +072, | Grégory Tocque – C    |      | Attaquant | 2012 - Boucaniers de Toulon           |
| +073, | Léo Delmau            |      | Attaquant | 2012 - Bouquetins de Val Vanoise      |
| +090, | Dane Ludolph          |      | Attaquant | 2012 - Hermes                         |
| +091, | Johan Hedberg         |      | Attaquant | 2012 - Motala AIF                     |

## Tenues utilisées par l'équipe
| Tenue domicile | Tenue extérieur |

## Compétitions

### Championnat

#### Saison Régulière

##### Classement et statistiques

###### Classement
| Clt   | Équipe      | PJ | V  | D  | N | BP  | BC  | Diff | Pts |
| ----- | ----------- | -- | -- | -- | - | --- | --- | ---- | --- |
| +001, | Marseille   | 14 | 11 | 2  | 1 | 96  | 33  | +63  | 23  |
| +002, | Orcières    | 14 | 10 | 2  | 2 | 100 | 56  | +44  | 22  |
| +003, | Roanne      | 14 | 10 | 3  | 1 | 103 | 40  | +63  | 21  |
| +004, | Avignon     | 14 | 8  | 3  | 2 | 93  | 41  | +52  | 20  |
| +005, | Chambéry II | 14 | 3  | 9  | 2 | 43  | 65  | -22  | 8   |
| +006, | Clermont II | 14 | 2  | 9  | 3 | 59  | 119 | -60  | 7   |
| +007, | Valence II  | 14 | 3  | 10 | 1 | 57  | 113 | -56  | 7   |
| +008, | Morzine II  | 14 | 1  | 11 | 2 | 57  | 141 | -84  | 4   |

- Qualifié pour le carré final
- Qualifié pour la phase finale

###### Statistiques de la poule
| Équipe      | MJ | Supériorité numérique | Supériorité numérique | Supériorité numérique | Supériorité numérique | Inferiorité numérique | Inferiorité numérique | Inferiorité numérique | Inferiorité numérique |
| Équipe      | MJ | BPSUP                 | TSN                   | %                     | BCSUP                 | BCINF                 | TIN                   | %                     | BPINF                 |
| ----------- | -- | --------------------- | --------------------- | --------------------- | --------------------- | --------------------- | --------------------- | --------------------- | --------------------- |
| Avignon     | 14 | 23                    | 112:36                | 29.0                  | 1                     | 7                     | 135:41                | 90.6                  | 6                     |
| Chambéry II | 14 | 13                    | 174:57                | 12.9                  | 8                     | 22                    | 176:26                | 80.0                  | 5                     |
| Clermont II | 14 | 14                    | 123:41                | 18.5                  | 5                     | 32                    | 178:44                | 73.6                  | 5                     |
| Marseille   | 14 | 23                    | 170:54                | 21.2                  | 0                     | 31                    | 165:15                | 83.8                  | 8                     |
| Morzine II  | 14 | 18                    | 187:53                | 16.8                  | 15                    | 33                    | 132:51                | 66.8                  | 0                     |
| Orcières    | 14 | 23                    | 123:05                | 27.2                  | 2                     | 16                    | 156:03                | 83.0                  | 6                     |
| Roanne      | 14 | 26                    | 155:39                | 25.0                  | 4                     | 12                    | 172:14                | 87.8                  | 11                    |
| Valence II  | 14 | 19                    | 190:05                | 16.7                  | 12                    | 22                    | 121:36                | 73.4                  | 6                     |

## Statistiques

### Statistiques collectives
| Compétition      | Débute au tour | Termine         | Matches joués | Victoires | Nuls | Défaites | Buts pour | Buts contre | Différence |
| ---------------- | -------------- | --------------- | ------------- | --------- | ---- | -------- | --------- | ----------- | ---------- |
| Saison Régulière | -              | -               | 14            | 11        | 1    | 2        | 96        | 33          | +63        |
| Play-offs        | 1/8e de finale | 1/4 de finale   | 4             | 2         | 0    | 2        | 17        | 13          | +4         |
| Coupe de France  | Premier tour   | 1/16e de finale | 2             | 1         | 0    | 1        | 5         | 18          | -13        |
| Total            | -              | -               | 20            | 14        | 1    | 5        | 118       | 64          | +54        |

## Résumé de la saison
Après un excellent début de saison (1 défaite en 10 matchs), le club occupe joue la première place. Les deux derniers matchs de poule donnent un coup d'arrêt au jeune club marseillais. La défaite 6-5 face à Morzine fait mal à la vue du match aller (victoire 14-1). Cependant l'équipe accroche le match nul synonyme de première place à Orcières lors d'un match tendu.
Cette première place permet de recevoir le match retour en 1/8e de finale et d'affronter l'équipe classée 4e du groupe C. Face à la réserve des Dauphins d'Épinal les Marseillais iront s'imposer à l'extérieur d'un petit but avant d'étriller les Spinaliens au retour 8 à 1.
Au tour d'après les Phocéens rencontrent un adversaire connu, les Renards de Roanne sont parvenus à se défaire de la réserve dijonnaise. Les hommes de Bochatay reçoivent le match retour avec un retard d'un but concédé dans la Loire. Lors d'un match retour le jeu marseillais est un désastre, les Bleus déjouent et sur la glace les contacts sont rudes. Le match se finit dans un simili de bagarre générale. Les Marseille sont éliminés après une saison quasi parfaite.

## Bilan
Bien qu'ayant seulement la troisième meilleure attaque de leur poule, le MHC finit premier avec la meilleure défense du groupe. L'objectif de montée dès le commencement du club est raté mais le contenu est prometteur pour la suite.